# (7716) Ube
(7716) Ube (1996 DA3) – planetoida z pasa głównego asteroid okrążająca Słońce w ciągu 3,55 lat w średniej odległości 2,32 j.a. Odkryta 22 lutego 1996 roku.